# Gare de Oujda
 (décembre 2023).
Si vous disposez d'ouvrages ou d'articles de référence ou si vous connaissez des sites web de qualité traitant du thème abordé ici, merci de compléter l'article en donnant les références utiles à sa vérifiabilité et en les liant à la section « Notes et références ».
La gare de Oujda se situe en centre-ville de Oujda, sur le boulevard Abdellah-Chefchaouni, à quelques hectomètres de la médina. Les hôtels Ibis Moussafir (3 étoiles) et Atlas Terminus & Spa (5 étoiles) se trouvent à proximité.

## Principales destinations et durées de transport
- Rabat : 8 h 30
- Casablanca : 9 h 30
- Marrakech : 12 h 30
- Meknès : 6 h 30
- Fès : 5 h 30
- Tanger : 10 h 15

## Abandon et construction d'une nouvelle gare
Vers la fin de l'année 2016, un projet a été créé pour un meilleur avenir pour la gare, le projet a le but d'abandonner l'ancienne gare datant de 1928 pour en construire une neuve, le déplacement de la gare, un nouveau bâtiment voyageurs, des équipements neufs, création de nouveau quai et création d'une place à l'avant du géant bâtiment voyageurs.
La construction devient légèrement longue mais donnera une grande modernité à cette place qui était qu'un lieu rempli de néant.[incompréhensible]

## Projets
Dans le cadre de réhabilitation du centre ville d'Oujda, le projet Oujda urba pole (quartier d'affaires) pourrait atteindre la gare, lui permettant de se moderniser, et l'actuelle gare sera transformée en musée du rail, alors qu'une nouvelle gare multi-services de huit millions de voyageurs sera construite sur le sud du même site.
Par ailleurs, à terme il est prévu le doublement de la voie Fès-Oujda et son électrification ainsi qu'un raccordement au réseau LGV marocaine dans le cadre du LGV maghrébin, ce qui augmenterait très significativement la fréquence des trains et le nombre de voyageurs fréquentant la gare.